# 长柱琉璃草属
长柱琉璃草属（学名：Lindelofia）是紫草科下的一个属，为多年生草本植物。该属共有约15种，分布于亚洲和北非。